# Toxomerus funestus
Toxomerus funestus är en tvåvingeart som först beskrevs av Doesburg 1966.  Toxomerus funestus ingår i släktet Toxomerus och familjen blomflugor. Inga underarter finns listade i Catalogue of Life.